# الفتوحات الإسلامية في بريطانيا
الفتوحات الإسلامية في بريطانيا أو شبه الاحتلال الإسلامي لبريطانيا هي سلسلة من الغارات التي نُفِّذت تحت راية الجهاد الديني، شنّها المجاهدون من القراصنة العرب والترك والبربر المسلمين على مدن وبلدات وقرى وجُزر إنجليزية وإيرلندية وإسكتلندية، وذلك على مدى يقرب من ثلاثة قرون، بدءًا من القرن السادس عشر. وقد حققت هذه الحملات انتصارات كبيرة، وأسفرت عن مكاسب سياسية واقتصادية وعسكرية واسعة. وتمكّن المسلمون من إحراز فتوحات باهرة، والاستيلاء على غنائم كثيرة، فضلًا عن إنشاء قواعد عسكرية في مناطق متفرقة، وأسر ملايين الأوروبيين، وهو ما تم توثيقه في مئات الكتب التي تناولت ظاهرة استعباد الأوروبيين في العالم الإسلامي خلال تلك الحقبة.
لقد شكّلت تلك الغزوات الإسلامية شبه فتح فعلي لأراضٍ بريطانية، حيث كانت سواحل القنال الإنجليزي خاضعة لسطوة قراصنة البربر المسلمين، الذين جابوا البحار والأنهار والقنوات البريطانية بحرية تامة، يغيرون متى ما شاؤوا، ويأسرون ويغنمون، ويستولون على السفن الخارجة والداخلة دون رادع.
ومن أبرز الأمثلة على تلك الفتوحات الإسلامية، استيلاء المسلمين الكامل على جزيرة لوندي الواقعة في قناة بريستول على الساحل الجنوبي الغربي لإنجلترا. وقد رُفع عليها لواء الإسلام وظلت تحت الحكم الإسلامي لما يقرب من خمس سنوات، تحديدًا ما بين عامي 1627 و1632 (وربما حتى 1635). كما تشير مصادر أخرى إلى أنها وقعت تحت سيطرة المسلمين لمدة نصف قرن أو حتى إلى قرنين كاملين.
وفي تلك القرون، كانت بريطانيا تدفع الجزية بانتظام للدول الإسلامية الكبرى في شمال أفريقيا مثل الجزائر وطرابلس ومراكش، ما يعكس حجم النفوذ الإسلامي وسيطرته في تلك المرحلة من التاريخ.

## بريطانيا قبل الهجوم
كانت بريطانيا قبل الغارات البحرية الإسلامية تشهد تحولات سياسية وعسكرية تدريجية منذ أواخر العصور الوسطى. ففي القرون الوسطى المتأخرة، كانت إنجلترا تخوض صراعات داخلية كحرب الوردتين، إلى أن استقرت الأوضاع نسبياً مع بداية عهد أسرة تيودور في القرن السادس عشر. في هذا السياق، بدأ الأسطول البحري الإنجليزي بالنمو، مدفوعاً بالرغبة في غزو الدول ونهبها وتوسيع النفوذ التجاري. وقد برزت شخصيات مثل السير فرانسيس دريك والسير جون هوكينز، ممن قادوا حملات بحرية ضد السفن الإسبانية والبرتغالية، وغالباً ما وُصفوا بالقراصنة أو "قراصنة الملكة"، حيث نالوا دعماً سرياً من التاج البريطاني. كما شاركت بريطانيا في غارات بحرية على سواحل فرنسا وإسبانيا وشمال إفريقيا، ضمن صراعات السيطرة على البحار. وهكذا، أصبحت بريطانيا بحلول القرن السابع عشر قوة بحرية متنامية، تمارس القرصنة المنظمة وتعتمد على عمليات النهب واستعمار الدول وتخوض حروباً بحرية في إطار سعيها للسيادة التجارية والسياسية على البحار، ما جعلها لاحقاً هدفاً لغارات مضادة من قوى بحرية أخرى، وإلى أقوى قوة بحرية في العالم حينها، ألا وهي الأساطيل الإسلامية.

## السبب
جاءت الغارات البحرية الإسلامية على السواحل البريطانية تحت راية الجهاد البحري في إطار سياسة توسعية مدروسة انتهجها المسلمون لتأمين طرق التجارة البحرية ومواجهة القوى الأوروبية التي شاركت في العدوان على العالم الإسلامي، سواء بالحملات الصليبية أو دعم الممالك المعادية في البحر المتوسط. كما هدفت هذه الغارات إلى ردع القرصنة الأوروبية المتزايدة التي استهدفت السفن الإسلامية، وإثبات التفوق البحري الإسلامي في شمال المحيط الأطلسي. وقد شكلت هذه العمليات رسالة قوة سياسية وعسكرية، تعكس قدرة المسلمين على توسيع نفوذهم إلى أبعد النقاط في أوروبا الغربية، بما في ذلك انجلترا والجزر البريطانية.

## بداية الغزوات
شهدت الجزر البريطانية نشاطًا ملحوظًا لقراصنة البربر المسلمين، وخاصة خلال القرن السابع عشر، على الرغم من أن أنشطتهم امتدت قبل وبعد هذه الفترة. بدأت الغارات بعد الفتح الإسلامي لإسبانيا في سبعينيات القرن السابع، لكن ذروة النشاط حدثت بدءًا من القرن السادس عشر فصاعدًا. استمر التأثير طويل الأمد لهذه الغارات حتى القرن التاسع عشر. حيث كانت تُنفّذ تلك الغارات من قبل القراصنة العرب، الأتراك والأمازيغ الذين عملوا انطلاقًا من سواحل شمال إفريقيا، رافعين راية الجهاد البحري، تحت مظلة الدولة العثمانية. في عام 1625، بالإضافة إلى مجاهدين هولنديين وإنجليزيين اعتنقوا الإسلام بعد أن تم أَسْرهم، شنّ القراصنة العثمانيون هجومًا على سواحل إنجلترا، مستهدفين بشكل خاص مناطق كورنوال وديفون ودورست. في أغسطس من نفس العام، هاجموا خليج جبل سانت مايكل في كورنوال، حيث اختطفوا 60 شخصًا من الرجال والنساء والأطفال، ونقلوهم إلى الجزائر كعبيد.
في عام 1631، قاد القائد العثماني مراد ريس الأصغر هجومًا على قرية بالتمور في أيرلندا، حيث اختطف حوالي 107 أشخاص، معظمهم من المستوطنين الإنجليز وبعض الأيرلنديين المحليين، ونقلهم إلى الجزائر. كانت هذه الغارات تُنفّذ باستخدام سفن سريعة ومجهزة تجهيزًا جيدًا، مثل الزوارق الشراعية والجنابي، التي كانت قادرة على الإبحار عبر المحيط الأطلسي والوصول إلى السواحل البريطانية. كان القراصنة العثمانيون يتبعون تكتيكات مفاجئة وسريعة، حيث يهاجمون القرى الساحلية في ساعات الليل أو الفجر، ويختطفون السكان المحليين قبل أن يلوذوا بالفرار إلى قواعدهم في شمال إفريقيا.
تُظهر هذه الغارات براعة المسلمين في التخطيط والتنفيذ، وقدرتهم على التكيف مع مختلف البيئات البحرية، مما جعلهم قوة بحرية مرعبة في تلك الحقبة. على الرغم من أن هذه الهجمات كانت تُنفّذ من قبل قراصنة غير نظاميين، إلا أنها كانت تتم بدعم ضمني من الدولة العثمانية، مما يعكس قوة ونفوذ الإمبراطورية في تلك الفترة.

## أبرز المعارك
• غارة على بالتيمور، أيرلندا عام 1631.
• غارة على دنجارفان، أيرلندا عام 1633.
• غارة على سواحل ويلز في القرن السابع عشر.
• غارة على خليج ماونتس، كورنوال عام 1625.
• غارة على كورنوال عام 1645.
• غارة على سانت كيفيرن، كورنوال عام 1626.
• غارة على لوو، كورنوال عام 1626.
• غارة على موسهول، كورنوال عام 1626.
• غارة على لوندي عام 1626.

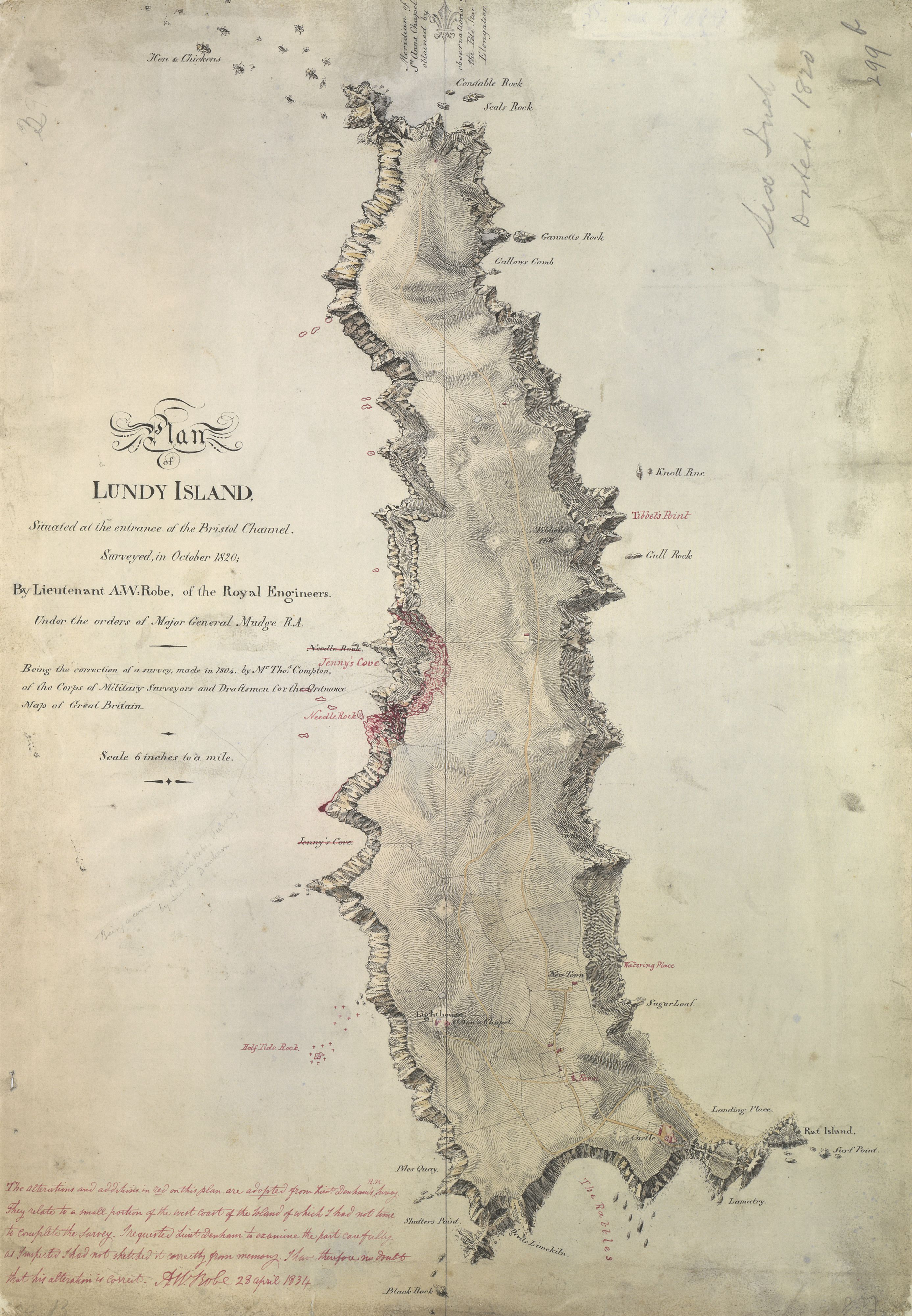
رسمة تعود لجزيرة لوندي البريطانية التي فتحها المسلمون عام 1627م

• غارة على جزر شتلاند، إسكتلندا عام 1627.
• غارة على ساحل ساسكس عام 1640.
• غارة على كينغز لين، نورفولك عام 1645.
• غارة على نورفولك عام 1645.
• غارة على كورك، أيرلندا عام 1631.
• غارة على بليموث، إنجلترا عام 1640.
• غارة على برايتون، إنجلترا عام 1640.
• غارة على بورتسموث، إنجلترا عام 1640.
• غارة على ستيبني، لندن عام 1670.
• غارة على ديفون، إنجلترا عام 1640.
غارة على بليموث هو، إنجلترا عام 1640.
غارة على دورست، إنجلترا عام 1640.
غارة على ساحل كورنيش، إنجلترا عام 1640.
غارة على بول، إنجلترا في عشرينيات القرن السابع عشر.
غارة على لايم ريجيس، إنجلترا في سبعينيات القرن السابع عشر.
غارة على بنزانس، إنجلترا في الأعوام 1626, 1640.

## الأحداث
• عام 1625 وصل المجاهدون المسلمون إلى إنجلترا، حيث بدأوا بمهاجمة السفن في القناة الإنجليزية قبل أن يشنوا غارات على المجتمعات الساحلية في كورنوال وديفون ودورست. لم تقتصر هجماتهم على ذلك، بل امتدت أيضًا إلى السواحل الأطلسية لفرنسا وأيرلندا واسكتلندا، حتى أنهم وصلوا إلى مناطق بعيدة مثل آيسلندا ونيوفاوندلاند في كندا، حيث ذكرت إحدى الوثائق المعاصرة في شهر مايو من عام 1625 قولهم "المسلمون على سواحلنا. إنهم يأخذون السفن فقط لأخذ الرجال لجعلهم عبيدًا".
• في أغسطس من عام 1625، شن قراصنة البربر المسلمين غارة على خليج ماونتس في كورنوال، مما أسفر عن أسر 60 رجلاً وامرأة وطفلاً ونقلهم إلى العبودية.
• عام 1626، تعرضت قرية سانت كيفيرن في كورنوال لهجمات متكررة من قبل المسلمين.
• عام 1627، فتح المسلمين جزيرة لوندي الواقعة في قناة بريستول بقيادة يان جانزون، وهو قرصان هولندي اعتنق الإسلام وعُرف أيضًا باسم مراد ريس الأصغر. استخدم جانزون الجزيرة كقاعدة لشن غارات على المناطق الساحلية والسفن المارة لعدة سنوات.
• في 20 يونيو 1631 الهجوم على بالتيمور في مقاطعة كورك بأيرلندا، ويعد هذا الهجوم واحدًا من أكثر الأحداث شهرة في تاريخ هجمات قراصنة البربر على الجزر البريطانية. قاد هذه الغارة مراد ريس الأصغر، وتمكن القراصنة تحت جنح الظلام من اقتحام القرية الساحلية الصغيرة وأسر جميع سكان القرية، معظمهم من المستوطنين الإنجليز بالإضافة إلى بعض الأيرلنديين المحليين، ونقلهم إلى شمال أفريقيا ليواجهوا حياة العبودية.
• عام 1633، تعرضت قرية دونغارفان الأيرلندية أيضًا لهجوم مماثل أسفر عن أسر حوالي خمسين شخصًا.
• عام 1640، تم أسر 60 رجلاً وامرأة وطفلاً من بنزانس في إنجلترا على يد قراصنة جزائريين.
• في ديسمبر من عام 1640، أنشأ البرلمان الإنجليزي لجنة خاصة لشؤون الجزائر، وكان هدف هذه اللجنة هو الإشراف على عملية دفع الفدية لإطلاق سراح الأسرى الإنجليز المحتجزين في الجزائر.
• عام 1645، شهد ساحل كورنوال غارة أخرى من قراصنة البربر أسفرت عن أسر 240 رجلاً وامرأة وطفلاً.
• في 10 يوليو 1656، تم أسر سبعة قوارب واثنين وأربعين صيادًا من قبل المسلمين قبالة منطقة مانكلز بين فالموث وليزارد.
• عام 1669، وقعت معركة قبالة قادس شاركت فيها الفرقاطة الإنجليزية ماري روز ضد سبع سفن قراصنة جزائرية. تعرض الأسطول الإنجليزي للهجوم، وفقدت سفينة واحدة تم استعادتها سابقًا. • عام 1675 تمكن السير جون ناربورو، بدعم من سرب تابع للبحرية الملكية من التفاوض على الصلح مع المسلمين.
• عام 1680 أسر الوزير الإنكليكاني جون رولي  قرب السواحل البريطانية.
• عام 1716 استولى المسلمون المغاربة على سفينة بريطانية تقل جون بيلوغ وابن أخيه توماس (12 عامًا) قرب الخليج الباسكي. أُخذوا إلى المغرب وسُلّموا للسلطان مولاي إسماعيل.
• عام 1750 أثناء رحلة هجرة، أُسرت الاسكتلندية هيلين غلوق في شرق اسكتلندا من قبل قراصنة مغاربة قتلوا كل الرجال وأخذوا النساء عبيدًا إلى الجزائر. بيعت هيلين، ثم أهديت إلى السلطان محمد الثالث، الذي تزوجها، وأصبحت تُعرف بـ "إمبراطورة المغرب".
• 8 أغسطس 1756 تعرضت سفينة بريطانية لهجوم من قراصنة من سلا في المحيط الأطلسي غرب جبل طارق.

## النتائج

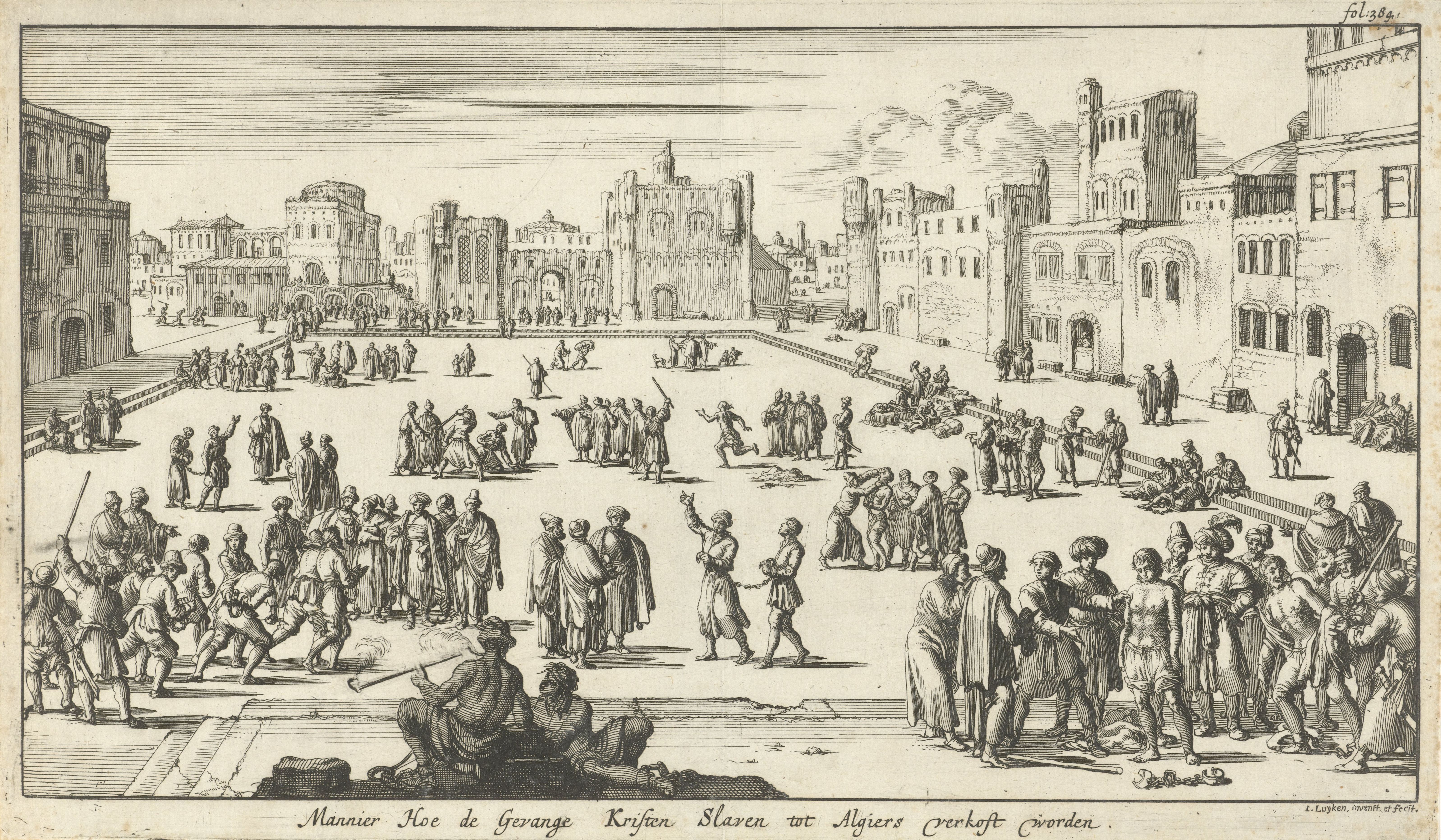
العبيد الأوروبيون يُباعون في أحدى ساحات الجزائر عام 1684م

• حدث شبه احتلال إسلامي لبريطانيا، حيث تم تطويق حدود انجلترا وعزلها عن باقي الدول نسبيًا، وتم الاستيلاء فعليا على بعض الأراضي بواسطة المسلمين.
• تم أسر ما يقرب من 3 مليون أوروبي وإرسالهم إلى الدول الإسلامية كعبيد.
• عاش الصيادون وسكان السواحل في بريطانيا في القرن السابع عشر في خوف من اختطافهم على يد القراصنة المسلمين وبيعهم كعبيد في شمال أفريقيا.
• هذه الغارات ساهمت في رسم صورة سلبية ومخيفة للمسلمين في العقلية الأوروبية، وعززت الربط بين "الإسلام" و"العبودية" و"القرصنة"، حتى أن بعض القرى الساحلية هُجرت بالكامل خوفًا من القراصنة.
• تأثر البريطانيون نفسيًا أيضا كشعورهم بالذل القومي والإهانة الدينية حيث تم استعبادهم وبيعهم بينما حكوماتهم تعجز عن الدفاع عنهم.
• استولى المسلمون على ما لا يقل عن 466 سفينة بين عامي 1609 و 1616 ، أي في 7 أعوام فقط.
• 160 سفينة بريطانية استولى عليها الجزائريون بين عامي 1677 و 1680 فقط.
• تم فرض حصار تجاري عن طريق استهداف السفن التجارية البريطانية.
• أدى الهجوم المستمر على السفن التجارية إلى تدمير الأسطول التجاري البريطاني، مما أسهم في خسائر اقتصادية جسيمة وتوقف العديد من الأنشطة التجارية الحيوية.

## التحولات الدينية: اعتناق الإسلام بين الأسرى الإنجليز
اعتنق كثير من العبيد الإسلام بعدما تبيّن لهم أنه الدين الحق، واختاروا طوعًا البقاء بين المسلمين حتى بعد نيلهم حريّتهم. ومن أبرز هؤلاء الشخصيات:
جاك وارد (Yusuf Reis): قائد قراصنة بربري إنجليزي الأصل، اعتنق الإسلام في تونس عام 1610، وشارك في قيادة أسطول قراصنة تونسي. أصبح شخصية بارزة في تاريخ القراصنة البربر.

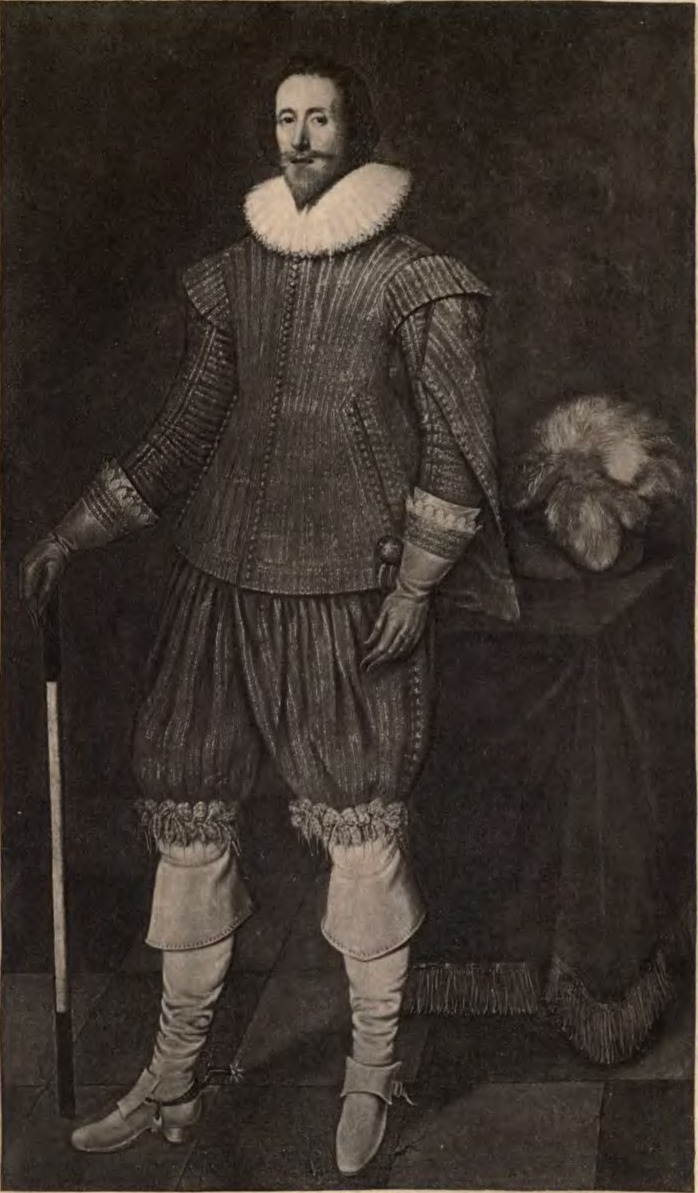
النبيل البريطاني المسلم فرانسيس فيرني

فرانسيس فيرني (Sir Francis Verney): نبيل إنجليزي تحول إلى الإسلام في الجزائر عام 1610، وشارك في أنشطة القراصنة البربر. لاحقًا، تم أسره وأمضى عامين كعبد في صقلية قبل أن يُحرر.
جوزيف بيتس (Joseph Pitts): بحار إنجليزي أُسر عام 1678، وبيع كعبد في الجزائر. اعتنق الإسلام وأدى مناسك الحج إلى مكة والمدينة. بعد تحريره، كتب عن تجربته في كتابه "A True and Faithful Account of the Religion and Manners of the Mohammetans".
للا بلقيس (Lalla Balqis): فتاة إنجليزية أُسرَت عام 1685، وبيعت كعبد في المغرب. أصبحت من زوجات السلطان إسماعيل بن الشريف، واعتنقت الإسلام تحت اسم "بلقيس".

## الإسلام في بريطانيا الآن
في عام 2025، يُقدَّر عدد المسلمين في المملكة المتحدة بحوالي 4 ملايين نسمة، أي ما يعادل نحو 6% من إجمالي عدد السكان، ما يجعل الإسلام ثاني أكبر ديانة بعد المسيحية في البلاد. هذا النمو يعكس ارتفاعًا تدريجيًا منذ تعداد عام 2011، حيث كانت النسبة آنذاك 4.4%.
أما من حيث الأصل، فإن أكثر من نصف المسلمين في بريطانيا (حوالي 51%) وُلدوا داخل البلاد، ما يدل على تزايد أعداد المسلمين من الجيل الثاني والثالث من البريطانيين. في المقابل، حوالي 49% من المسلمين هم من المهاجرين، ويأتي أغلبهم من جنوب آسيا، خصوصًا من باكستان وبنغلاديش، إلى جانب نسب أقل من الشرق الأوسط وشمال أفريقيا وأجزاء من أفريقيا جنوب الصحراء.

## الأسئلة الشائعة

### • هل تم احتلالبريطانيامن قبل؟
نعم، تعرضت بريطانيا للاحتلال عدة مرات، منها الغزو الروماني عام 43م ثم الغزو النورماني عام 1066م. كما خضعت كذلك لشبه احتلال من قبل المجاهدين المسلمين خلال القرون الوسطى.

### • هل حكم المسلمونبريطانيا؟
نعم، حكم المسلمون بريطانيا بشكل جزئي من خلال احتلال سواحلها خلال القرنين السابع عشر والثامن عشر عبر الغزوات البحرية، حيث خضعت بعض المناطق للاحتلال والسيطرة.
بالإضافة إلى فرض حصار اقتصادي شديد، مما أدى إلى عزل بريطانيا عن العديد من الدول الأوروبية. كانت هذه السيطرة قوية بما يكفي لتعطيل التجارة والملاحة وتسبب في تأثيرات اقتصادية كبيرة على المملكة.

### • هل وصلالمسلمونالىبريطانيا؟
نعم، وصل المسلمون إلى بريطانيا من خلال غزوات المسلمين في القرنين السابع عشر والثامن عشر، حيث خضعت بعض المناطق للاحتلال والسيطرة البحرية.

### • متى تم فتحبريطانيا؟
تم فتح بريطانيا من قبل المسلمين بشكل جزئي خلال القرنين السابع عشر والثامن عشر، عندما شن القراصنة البربريون المسلمون غزوات بحرية على السواحل البريطانية، لكنه لم يكن فتحًا بمعايير اليوم.

### • متى وصلالمسلمونإلىبريطانيا؟
وصل المسلمون إلى بريطانيا خلال القرنين السابع عشر والثامن عشر من خلال غزوات المجاهدين المسلمين الذين شنوا هجمات بحرية على السواحل البريطانية.